# Toxorhina nimbipleura
Toxorhina nimbipleura är en tvåvingeart som beskrevs av Alexander 1963. Toxorhina nimbipleura ingår i släktet Toxorhina och familjen småharkrankar.
Artens utbredningsområde är Angola. Inga underarter finns listade i Catalogue of Life.